# Чезієнь
Чезієнь, Чезієні (рум. Cezieni) — село у повіті Олт в Румунії. Адміністративний центр комуни Чезієнь.
Село розташоване на відстані 148 км на захід від Бухареста, 28 км на південь від Слатіни, 39 км на південний схід від Крайови.

## Населення
За даними перепису населення 2002 року у селі проживала 1501 особа, усі — румуни. Усі жителі села рідною мовою назвали румунську.